# Gustavo Batista
Gustavo Batista (nascido em Florianópolis em 11 de março de 1996) nasceu em Florianópolis, capital de Santa Catarina, Brasil, e é um atleta profissional de Jiu-jitsu brasileiro e bicampeão mundial.
Atualmente, ele representa a Atos Jiu-Jitsu.
Batista treinou sob a orientação do falecido Leandro Lo (m. 2022).

## Carreira profissional de grappling
Batista competiu na superluta principal do Third Coast Grappling Kumite 7 contra Vinicius "Trator" Ferreira em 26 de setembro de 2020, vencendo a luta por decisão. Em seguida, foi convidado para o grand prix de peso-médio no BJJ Stars 4, em 4 de novembro de 2020. Ele perdeu por vantagens para Isaque Bahiense na rodada inicial. Também competiu em um torneio grand prix no Third Coast Grappling 7, em 19 de junho de 2021, sendo derrotado na rodada inicial por Pedro Rocha. Batista venceu Aaron "Tex" Johnson em uma superluta no Fight 2 Win 176, em 10 de julho de 2021. Ele também competiu na divisão de peso-pesado do IBJJF Grand Prix 2021, mas foi eliminado na rodada inicial.

### 2023-2024
Batista conquistou a medalha de ouro na divisão meio-pesado do Campeonato Mundial da IBJJF de 2023, em 4 de junho de 2023. Batista também enfrentou Jansen Gomes em uma superluta no BJJ Stars 11, em 9 de setembro de 2023. Ele perdeu a luta por 2 a 0 nos pontos. Em seguida, enfrentou Isaque Bahiense no evento co-principal do ADXC 1, em 20 de outubro de 2023. Ele perdeu a luta por decisão. Batista competiu na divisão de peso-pesado do The Crown, em 19 de novembro de 2023. Ele conquistou a medalha de prata na divisão.
Batista participou do grand prix meio-pesado no BJJ Stars 12, em 27 de abril de 2024. Ele chegou à semifinal, mas perdeu nos pontos para Uanderson Ferreira. Batista conquistou a medalha de ouro na divisão meio-pesado do Campeonato Mundial da IBJJF de 2024, em 1 de junho de 2024. Batista competiu na divisão de peso-pesado da segunda edição do The Crown, em 17 de novembro de 2024. Ele venceu Joao Nicolite e perdeu na final para Adam Wardziński, terminando com a medalha de prata.

### 2025
Batista conquistou a medalha de bronze na divisão absoluto do Campeonato Pan-Americano da IBJJF de 2025.

## Principais Conquistas
- 1º lugar no Campeonato Mundial da IBJJF (2018[b] / 2021[b] / 2024)
- 1º lugar no Campeonato Pan-Americano da IBJJF (2018 / 2020 / 2021 / 2023)
- 1º lugar no Open Europeu da IBJJF (2019)[c]
- 1º lugar no Campeonato Brasileiro da CBJJ (2023)
- 1º lugar no UAEJJF King of Mats (2019)
- 1º lugar no Grand Prix 195lbs do 3CG Kumite (2020)
- 2º lugar no Campeonato Mundial da IBJJF (2019)
- 2º lugar no Campeonato Pan-Americano da IBJJF (2020[d] / 2021[d])
- 2º lugar no Grand Slam da UAEJJF, RJ (2017)
- 3º lugar no Campeonato Mundial da IBJJF (2023)

Principais conquistas (Faixas coloridas):
- 1º colocado no ranking da UAEJJF (faixa marrom – 2017)
- 1º lugar no Campeonato Mundial da IBJJF (2015[c] – faixa azul)
- 1º lugar no Campeonato Pan-Americano da IBJJF (2015[c] – faixa azul)
- 1º lugar no Open Europeu da IBJJF (2017[c] faixa marrom, 2016[c] faixa roxa, 2015[c] faixa azul)
- 1º lugar no Campeonato Brasileiro da CBJJ (2017[c] faixa marrom, 2016[d]faixa roxa, 2015[c] faixa azul)
- 1º lugar no Manaus International Open da IBJJF (2016 – faixa roxa)
- 1º lugar no Abu Dhabi Pro da UAEJJF (2017 – faixa marrom, 2016 – faixa roxa)
- 1º lugar no Manaus Brazil Pro da UAEJJF (2017 – faixa marrom)
- 1º lugar no Gramado Brazil Pro da UAEJJF (2016 – faixa roxa)
- 1º lugar no Grand Slam da UAEJJF, Abu Dhabi (2017 – faixa marrom)
- 1º lugar no Grand Slam da UAEJJF, Tóquio (2016 – faixa marrom)
- 2º lugar no Grand Slam da UAEJJF, RJ (2017)
- 2º lugar no Campeonato Mundial da IBJJF (2017 – faixa marrom, 2016 – faixa roxa)
- 2º lugar no Campeonato Pan-Americano da IBJJF (2016[d] – faixa roxa)
- 2º lugar no Campeonato Brasileiro da CBJJ (2016 – faixa roxa)
- 3º lugar no Campeonato Pan-Americano da IBJJF (2016 – faixa roxa)
- 3º lugar no Grand Prix dos Médios da Copa Pódio (2017)